# 3266 Bernardus
A 3266 Bernardus (ideiglenes jelöléssel 1978 PA) egy kisbolygó a Naprendszerben. Hans-Emil Schuster fedezte fel 1978. augusztus 11-én.